# 滝沢守
滝沢 守（たきざわ まもる、1965年6月19日 - 1992年10月3日）は、日本の宇宙物理学者。埼玉県上福岡市(現・ふじみ野市)出身。
埼玉県立川越高等学校を経て1988年北海道大学理学部物理学科卒業、1990年東京大学大学院理学研究科物理学専攻修士課程修了。宇宙科学研究所にて人工衛星“ぎんが”などにより観測される中性子星の解析に従事。共著に『科学者たちのまじめな宇宙人探し』がある。
宇宙物理の研究者として将来を期待されていたが、修士課程修了間際に、ユーイング肉腫が発覚。当時は生存率が非常に低い病であった。入退院を繰り返しながら細々と研究を続けていたが、婚約者を残し、27歳で死去した。